# Fiskebäckskils kyrka
Fiskebäckskils kyrka är en kyrkobyggnad belägen i Fiskebäckskil, Lysekils kommun. Sedan 2023 tillhör kyrkan Lysekils södra församling (tidigare Skaftö församling) i Göteborgs stift.

## Kyrkobyggnaden
Nuvarande träkyrka är orienterad i öst-västlig riktning och ligger i en sydslänt. Norra sidan ligger nära marknivå medan södra sidan vilar på en hög grundmur. Kyrkan uppfördes 1772 och ersatte en rödmålad träkyrka med torvtak uppförd i slutet av 1500-talet. Enligt uppgift låg den ett tiotal meter längre ner i slänten. Eftersom den gamla kyrkan bedömdes vara för liten och ständigt var i behov av reparationer lät man bygga en ny. Vid början av 1900-talet räckte inte heller nuvarande kyrka till så år 1913 man lät förlänga den genom att förskjuta koret åt öster. Samtidigt byggde man till en sakristia åt öster och höjde kyrktornet. För ritningarna stod arkitekten Charles Lindholm.

## Dekorationsmålningar
Kyrkans trätunnvalvstak och väggar har målningar utförda 1783 av Joachim Gotthard Reimers. Man tror att brädor från den äldre kyrkan har återanvänts, då underliggande målningar lyser fram, vilka kan ha varit utförda av Jonas Ahlstedt 1742.  Helvetesskildringen över västläktaren målades över omkring 1870. Då koret byggdes ut 1913 fick man komplettera målningarna. Takets motiv består av är änglahuvuden, himmel och ornament över koret samt av himmel och helvete över långhuset. På träväggarna avbildas bibliska scener, gammaltestamentliga utefter sydsidan och huvudsakligen nytestamentliga utmed den norra: Moses vid busken, Jakobs stege, braham och änglarna, kopparormen, Rebecka vid brunnen, Kristi födelse, dop, Getsemane, Golgata, Kristi förklaring och Noas ark. Under läktaren avbildas ett kustlandskap, träd, berg, får och båtar. Över koringången finns Gustav III:s namnskiffer. Bjälkar och lisener är marmorerade och har blomstermålningar.

## Inventarier
- Dopfunten härstammar från 1600-talet och är skulpterad i ek i ett enda stycke.
- Predikstolen tillverkades 1792 i Göteborg. Ursprungligen var den avsedd för domkyrkan, men kom 1794 till Fiskebäckskils kyrka.
- Altaruppsatsen är från 1665.

### Klocka
- Den enda klockan är gjuten 1535 och troligen importerad från Nederländerna. Den har ett skriftband runt halsen med en inskrift på latin som i svensk tolkning lyder: I Herrans år 1535 blev jag, Anna, gjuten av Jacop Wahgevens.[3]

### Orgel
- 1721 flyttades en orgel hit från Uddevalla kyrka. En var byggd 1673 av Johan Stenbock, Köpenhamn och kostade 500 daler silvermynt.[4]
- 1876 byggde Salomon Molander & Co, Göteborg en orgel med 8 stämmor.
- 1914 byggde Kaspar Thorsell, Göteborg en orgel med 14 stämmor.
- Den nuvarande orgeln byggdes 1963 eller 1967 av Tostareds Kyrkorgelfabrik, Tostared. Orgeln och har tolv stämmor fördelade på två manualer och pedal. Den är mekanisk och har en äldre fasad.[5]

| Huvudverk I   | Svällverk II      | Pedal        | Koppel |
| Gedakt 8'     | Rörflöjt 8'       | Subbas 16'   | I/P    |
| Principal 4'  | Spetsgamba 8'     | Principal 8' | II/P   |
| Spetsflöjt 4' | Gedaktflöjt 4'    | Koralbas 4'  | II/I   |
| Gemshorn 2'   | Principal 2'      |              |        |
| Mixtur 3 chor | Kvinta 1 1/3'     |              |        |
|               | Crescendosvällare |              |        |

## Kyrkogård
På kyrkogården ligger konstnären Carl Wilhelmson begraven.

## Bilder

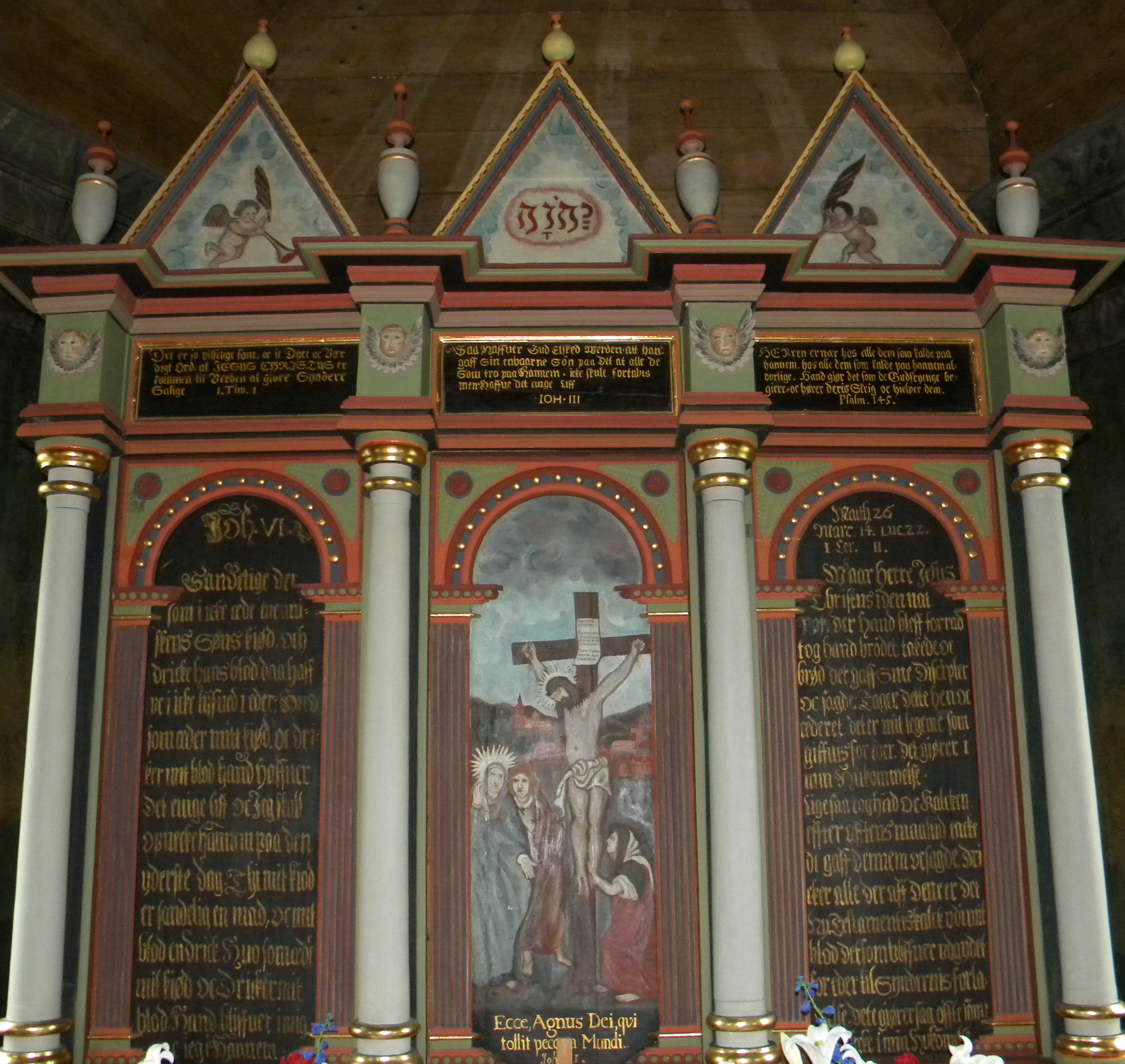
Altaruppsats.
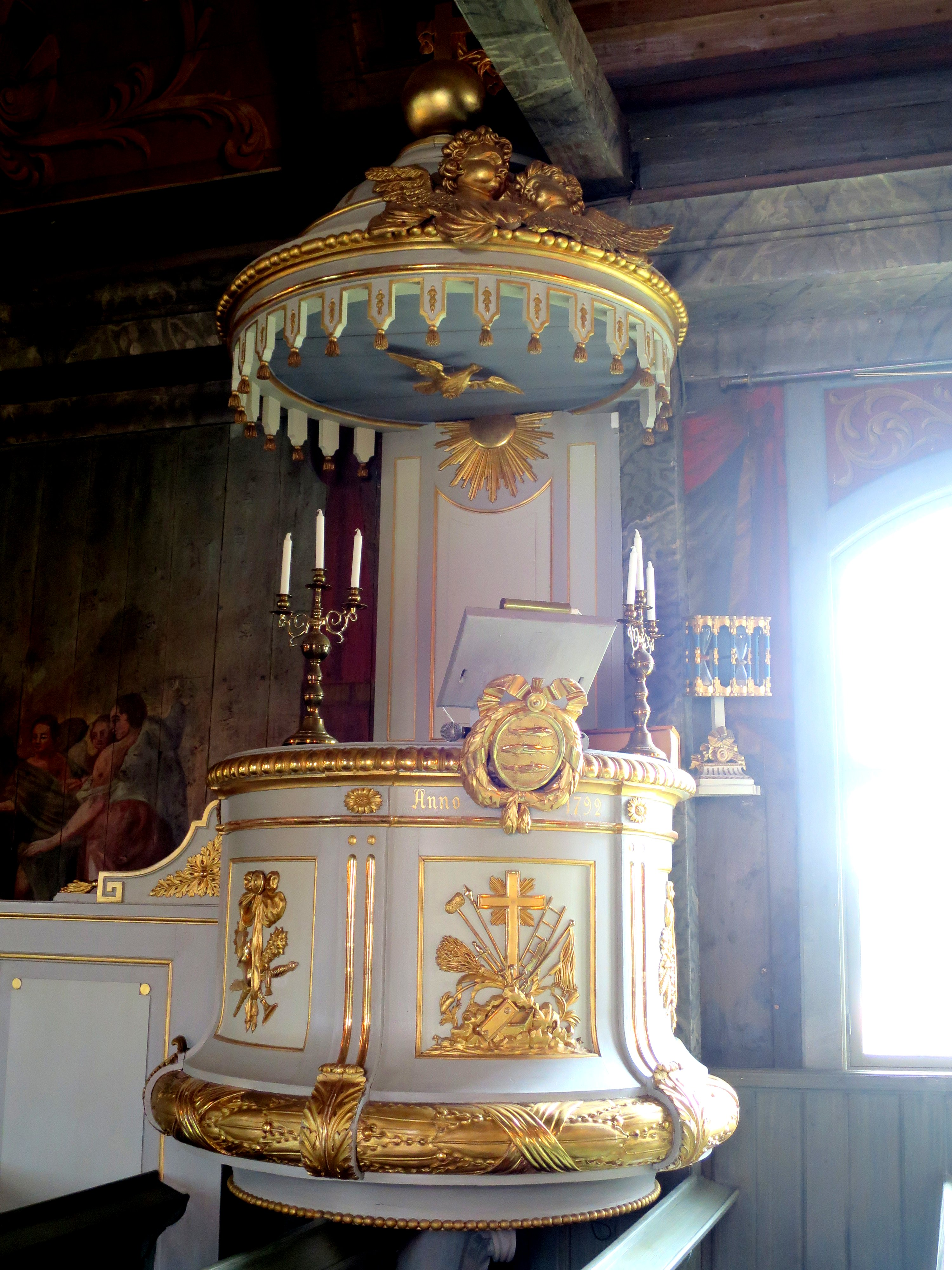
Predikstol.
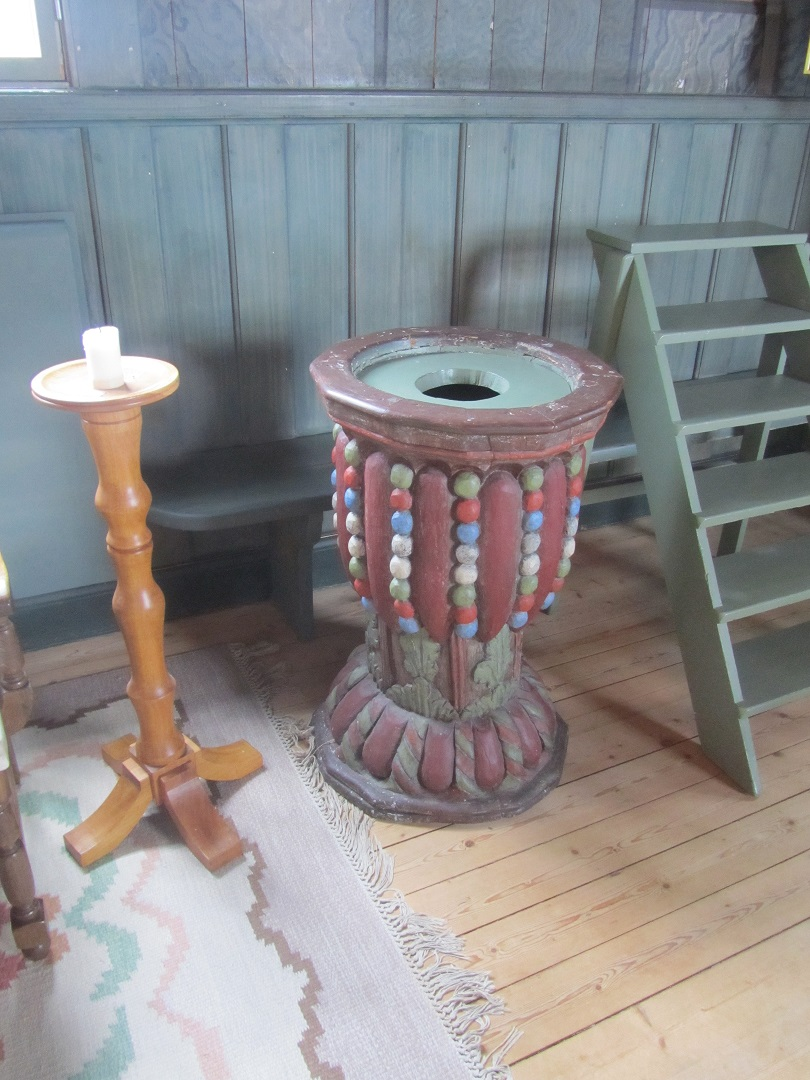
Dopfunt.
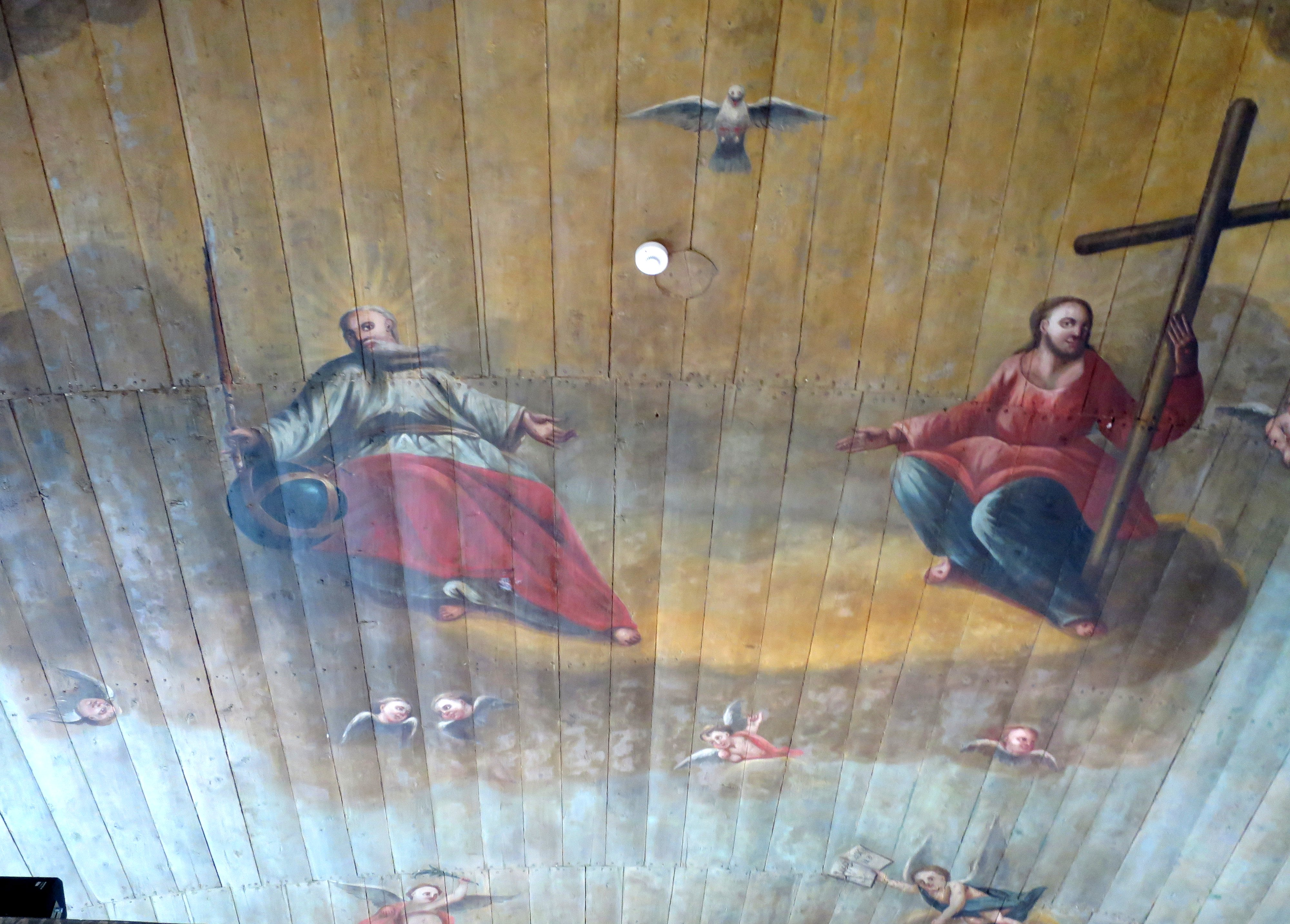
Takmålning.
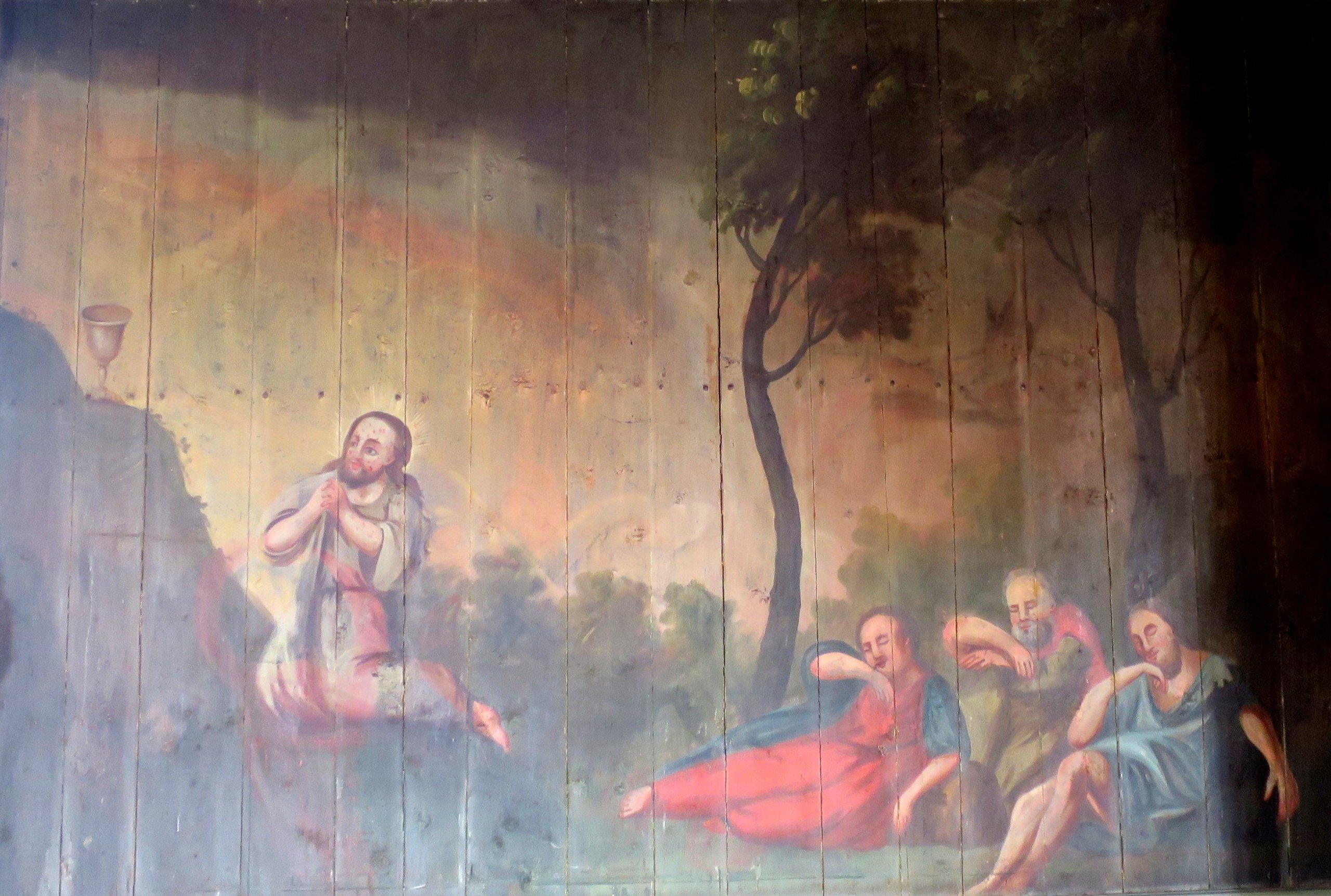
Väggmålning.
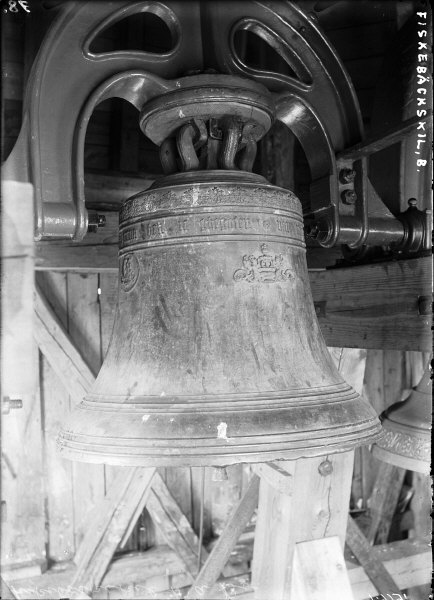
Klockan.